# Konferencja Episkopatu Rosji
Konferencja Katolickiego Episkopatu Rosji (ros. Конфере́нция католи́ческих епи́скопов Росси́и, KKER) – konferencja episkopatu zrzeszająca biskupów Kościoła katolickiego działających na obszarze Rosji. Założona i zatwierdzona 2 marca 1999. Jest członkiem Rady Konferencji Episkopatów Europy.

## Zebrania plenarne
Sesje zebrania plenarnego KKER odbywają się dwa razy do roku.

## Przewodniczący KKER
Przewodniczącym Konferencji Katolickiego Episkopatu Rosji zostaje jeden z biskupów wybrany na trzyletnią kadencję. Funkcję przewodniczącego można sprawować jedynie 2 razy z rzędu. 
Dotychczasowi przewodniczący:
1. abp Tadeusz Kondrusiewicz (1999–2005)
2. bp Joseph Werth (2005–2011); wiceprzewodniczący bp Cyryl Klimowicz
3. abp Paolo Pezzi (2011–2017); wiceprzewodniczący bp Clemens Pickel
4. bp Clemens Pickel (2017–2020); wiceprzewodniczący bp Joseph Werth
5. abp Paolo Pezzi (od 2020); wiceprzewodniczący bp Joseph Werth

## Skład
- abp Paolo Pezzi, ordynariusz archidiecezji Matki Bożej w Moskwie
- bp Clemens Pickel, przewodniczący KKER, ordynariusz diecezji św. Klemensa w Saratowie
- bp Joseph Werth SJ, wiceprzewodniczący KKER, ordynariusz diecezji Przemienienia Pańskiego w Nowosybirsku oraz ordynariusz Kościoła katolickiego obrządku bizantyjsko-rosyjskiego
- bp Cyryl Klimowicz, ordynariusz diecezji Świętego Józefa w Irkucku oraz administrator apostolski prefektury apostolskiej Południowego Sachalinu
- bp Nikołaj Dubinin, biskup pomocniczy archidiecezji Matki Bożej w Moskwie
- ks. Stephan Lipke SJ, sekretarz generalny KKER, biskup pomocniczy diecezji Przemienienia Pańskiego w Nowosybirsku (nominat)

## Komisje
- Liturgiczna
- ds. Świeckich i Młodzieży
- Katechetyczna
- Współpracy z Władzami Państwowymi
- ds. Rodziny
- Działalności Duszpasterskiej i Powołań
- Dialogu Międzychrześcijańskiego i Międzyreligijnego oraz Dialogu z Niewierzącymi
- Działalności Społecznej i Charytatywnej

## Katoliccy nowomęczennicy Rosji
30 stycznia 2002 Konferencja Episkopatu Rosji przyjęła program "Katoliccy nowomęczennicy Rosji", w ramach którego prowadzone są studia nad życiem i śmiercią sług Bożych - kandydatów do beatyfikacji (zaliczenia w poczet błogosławionych).